# El Talar (Buenos Aires)
El Talar es una ciudad y localidad del partido de Tigre, de la provincia de Buenos Aires, Argentina. Forma parte del aglomerado urbano conocido como área metropolitana de Buenos Aires o Gran Buenos Aires. El Talar está a 18 km de su acceso más cercano a la Ciudad Autónoma de Buenos Aires y a 35 km hacia el noroeste del centro de la capital argentina.

## Historia
En el siglo XIX el general Ángel Pacheco fundó una estancia en la zona, con el nombre de El Talar. Se la llamó así por los montes de tala del lugar. Así, el establecimiento era referido como El Talar de Pacheco.
En 1892 el Ferrocarril Central Argentino tendió vías para un ramal que atravesaba la estancia. Ya en el siglo XX, el Talar de Pacheco estaba arrendado a quinteros y tamberos que cargaban sus productos en los ferrocarriles que atravesaban la zona. A partir de 1908 se instaló la Parada km 35 del ferrocarril.

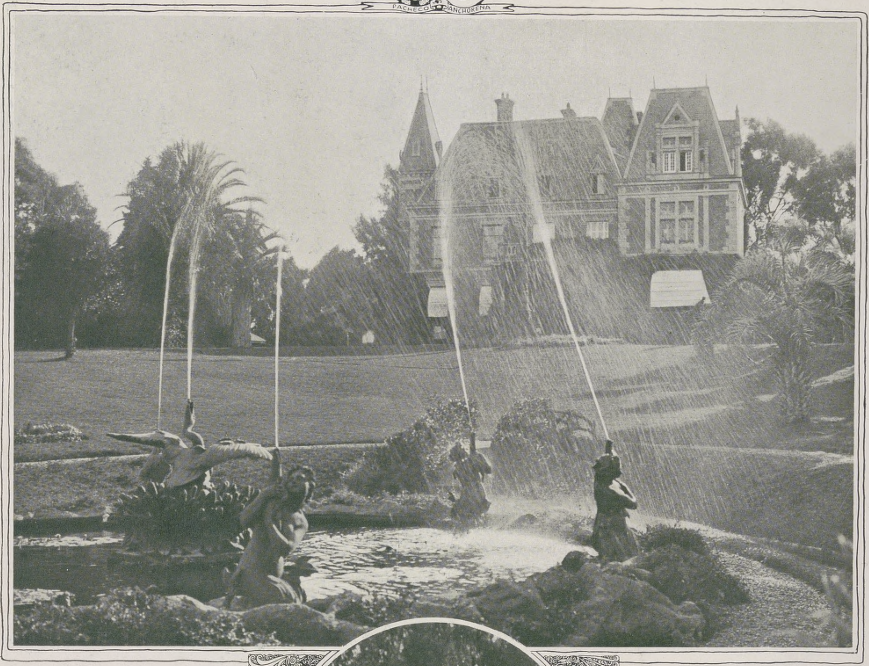
El Talar de Pacheco en 1917.

Hacia los años 1920 a toda la zona se la denominaba General Pacheco, por ser este el centro urbano más cercano. Por esos años, la empresa Aeroposta Argentina estableció una pista de aterrizaje. Un pequeño tranvía conectaba la pista con la Parada km 35. En 1931 se construyó la ruta 197 y al año siguiente comenzaron a circular los colectivos de la empresa La Independencia, actual línea 365.
En 1935 se inició un loteo de terrenos. El nuevo loteo se llamó El Talar, mediante una resolución del Poder Ejecutivo de la provincia de Buenos Aires del 20 de julio de 1935. En 1937 la Parada km 35 pasó a ser la estación El Talar, y para entonces se fueron construyendo las primeras casas y comercios del pueblo.
En la década de 1940 se fundaron la Sociedad de Fomento Unión El Talar, el Club Social y Deportivo El Talar y comenzó a circular la actual línea 720. Se establecieron el primer médico y el primer farmacéutico. La escuela N.° 15 que funcionaba desde 1927 en Pacheco se instaló en una casa de El Talar hasta 1951, cuando se construyó su actual edificio. Pocos años más tarde, en terrenos loteados que pertenecieron a la Aeroposta, se creó la escuela N.° 30. En 1961 el Registro Civil de Pacheco se instaló en un local de El Talar. En 1962, en el edificio de la escuela N.° 15, comenzó a funcionar la Escuela de Educación Técnica de El Talar.
En 1965 se creó la Delegación Municipal de la localidad. Luego se construyó el actual templo de la parroquia Medalla Milagrosa, frente a la plaza de El Talar, actualmente ocupada por la Escuela Técnica. En 1968 se creó la Escuela de Educación Media N.° 1, que también inicialmente funcionó por las noches en el edificio de la escuela 15, hasta que la Técnica se mudó a su actual edificio, dejando el anterior a la Media 1. Varias escuelas primarias se establecieron en los distintos barrios que fueron surgiendo en la localidad.
La construcción de la Ruta Panamericana dio gran impulso a la zona de El Talar y localidades vecinas, donde se fueron estableciendo fábricas como Ford, Terrabusi, Frigor, Armetal, Wobron, Corni, Fargo, Piero y otras.
En 1970 la población de El Talar ya era superior a la de General Pacheco. Fue declarada ciudad por la Ley provincial 10.294, sancionada y promulgada el 25 de julio de 1985.
En 1993 se construyó el puente sobre las vías del Ferrocarril Mitre (ex Central Argentino), quedando unidas de forma más rápida las ciudades de General Pacheco y El Talar.

## Geografía
La localidad es atravesada por el arroyo Darragueira, que nace en  Malvinas Argentinas y es afluente del arroyo Las Tunas.

## Población
De acuerdo con el censo de 2010, su población era de 50.426 habitantes, siendo así la cuarta localidad más poblada del partido. Esto representa un aumento del 16,1 % respecto a los 43.420 registrados en el anterior censo de 2001.

## Transporte
Por El Talar pasan la Ruta 24, con el nombre de avenida Hipólito Yrigoyen, y la Ruta Panamericana, en su kilómetro 30. Además está comunicada por la estación ferroviaria El Talar, que opera dentro del servicio Victoria-Capilla del Señor de la línea Mitre.

## Barrios

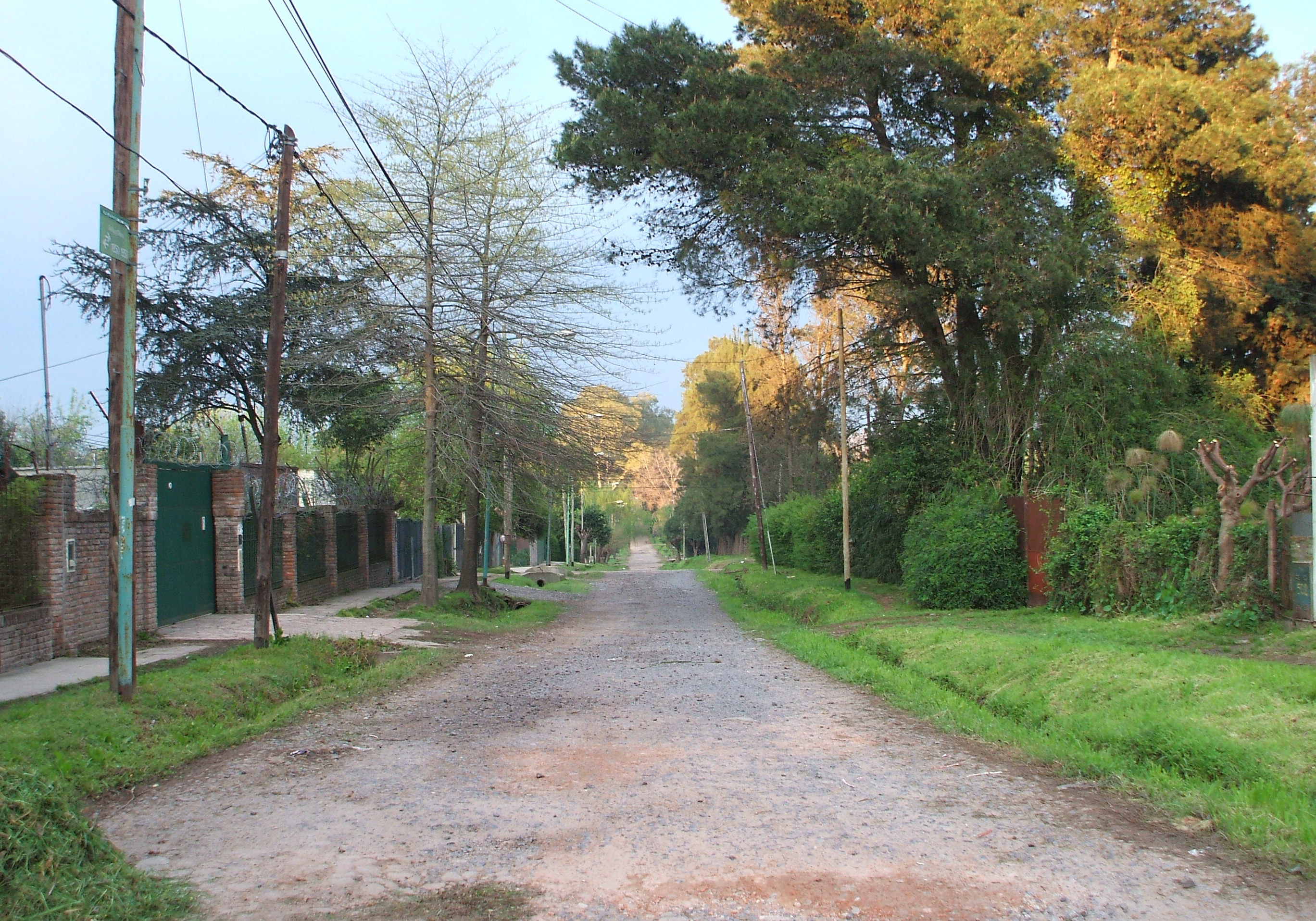
Calle Gelly y Obes

- Almirante Brown
- Altos del Talar
- El Talar Norte
- El Talar Sur
- El Boyero
- El Perejil
- La Paloma
- Parque San Lorenzo
- San Francisco de Asís
- San Pablo
- 29 de Noviembre

## Religión
La ciudad pertenece a la diócesis de San Isidro de la Iglesia católica. Sus parroquias son Espíritu Santo, Medalla Milagrosa y Santa Clara de Asís.